# Wilhelm Falley
Wilhelm Falley (Metz, 25 de Setembro de 1897 – Picauville, 6 de Junho de 1944) foi um general alemão morto durante os Desembarques da Normandia na França.

## Biografia
Wilhelm Falley nasceu em Metz, Alsácia-Lorena (na época parte do Império Alemão), em 25 de Setembro de 1897. Falley se juntou ao Exército Imperial Alemão em 1914, servindo no 93º Regimento de infantaria. Serviu durante a Primeira Guerra Mundial como um oficial júnior. Após a guerra, ele continuou sua carreira no exército, gradualmente subindo de patente. Em 1936, Falley tornou-se instrutor na escola militar em Munique.
Falley foi Comandante de Companhia, duas vezes durante a década de 1930, comandou o 5º Regimento de Infantaria, em primeiro lugar a 5ª Companhia e depois, a empresa 18. Seguintes dois comandos batalhão, infantaria 3-238th e infantaria 2-433rd, Falley foi nomeado comandante do 4º Regimento de Infantaria, em 21 de abril de 1941. Como tenente-coronel, ele foi premiado por bravura a Cruz de Cavaleiro da Cruz de Ferro em 26 de Novembro 1941. Como um coronel em fevereiro de 1942, tornou-se comandante da escola de oficiais, até junho de 1943. Foi promovido a major-general ( Generalmajor ) em 1943 de dezembro e o tenente-general ( Generalleutnant ) em maio de 1944, ele ocupou vários comandos antes de ser nomeado comandante da 91ª Luftlande Infanterie-Division em abril de 1944.
O tenente-general Wilhelm Falley foi o primeiro general alemão a falecer em ação durante os desembarque na Normandia. No Dia D, Falley estava retornando de Rennes, onde jogos de guerra haviam sido organizados pelo Alto Comando Alemão na cidade de Picauville, perto de Sainte-Mère-Église. Seu carro foi emboscado e após ser crivado de balas, bateu contra uma parede. Falley foi baleado por Malcolm D. Brannen, um primeiro-tenente do 3º Batalhão do 508º Regimento de Infantaria. Falley foi enterrado no cemitério militar alemão em Orglandes.

## Medalhas
- Cruz de Ferro (1914)

2ª Classe
1ª classe
- Hanseatic Cruz de Hamburgo
- Honra-Cruz da Guerra Mundial 1914/1918
- Wehrmacht Service Award Longo , quarta-primeira classe
- Medalha Anschluss
- Medalha de Sudetenland com o Castelo de Praga Bar
- Cruz de Ferro (1939)

2ª Classe (26 de Julho 1940)
1ª Classe (23 de junho 1941)
- Medalha Frente Oriental
- Escudo Demyansk
- Ferida emblema (1939)

in Black (12 de Novembro 1943)
- Emblema de infantaria de assalto em Silver (26 Agosto 1941)
- German Cross in Gold (20 de Janeiro 1944)
- Cruz de Cavaleiro da Cruz de Ferro em 26 de Novembro 1941 como Oberstleutnant e comandante do 4º Regimento de Infantaria [2]

## Comandos
- Comandante da 5ª Companhia, 5º Regimento de infantaria (01 de julho 1933-1901 outubro 1934)
- Comandante do 18º Company, 5º Regimento de infantaria (15 de outubro 1935-06 outubro 1936)
- Comandante do 3º Batalhão do 238º Regimento de Infantaria (26 de agosto 1939-1913 janeiro 1940)
- Comandante do 3º Batalhão do 433º Regimento de Infantaria (13 de janeiro 1940-21 abril 1941)
- Comandante do 4º Regimento de Infantaria (21 de abril 1941-1919 junho 1942)
- Comandante da Escola de V de infantaria Fahnenjunker, em Döbritz e Posen (01 de agosto 1942-10 junho 1943)
- Comandante Temporário da 36ª Divisão de Infantaria (12 de setembro 1943-1901 outubro 1943)
- Comandante da 330ª Divisão de Infantaria (01 de outubro 1943-05 outubro 1943)
- Comandante Temporário da 246ª Divisão de infantaria (05 de outubro 1943-01 dezembro 1943)
- Comandante do 246ª Divisão de Infantaria (01 de dezembro 1943-20 abril 1944)
- Comandante da 91ª Divisão de Infantaria Air-Landing (25 de abril 1944-1906 junho 1944)

## Patentes
- Leutnant (Reserva) (segundo-tenente da Reserva) (07 de agosto de 1915);
- Leutnant (segundo-tenente, Exército Regular) (26 de janeiro de 1919);
- Oberleutnant (primeiro-tenente) (31 de julho de 1925);
- Hauptmann (capitão) (01 de março de 1932);
- Major (01 de abril de 1936);
- Oberstleutnant (Tenente Coronel) (01 de agosto de 1939);
- Oberst (Coronel) (01 de fevereiro de 1942);
- Generalmajor (Major Geral) (01 de dezembro de 1943);
- Generalleutnant (tenente-general) (1 de Maio 1944).